# Békássy István (főispán)
Békási Békássy István (Magyargencs, 1863. december 1. – Budapest, 1932. december 27.) Vas vármegye aljegyzője, majd főispánja.

## Élete
Veszprém vármegyei eredetű, 1417-ben Zsigmond király által nemesített család sarja, édesapja békási Békássy Gyula (1833–1904) országgyűlési képviselő, édesanyja pedig jobaházi Dőry Irén (1841–1907). Az apai nagyszülei Békássy Imre (1793–1868), Vas vármegye alispánja, földbirtokos és nemes Pálffy Mária (1796–1869) voltak. Az anyai nagyszülei jobaházi Dőry Ádám (1814–1867), földbirtokos és pongyeloki Róth Mária (1818–1867) voltak.
Békássyt 1887. november 7-én beválasztották a vármegyei lótenyésztő választmány tagjai közé. Ugyanebben az évben vármegyei aljegyző lett, de erről a tisztéről 1890-ben lemondott, eközben a közigazgatási bizottság tagja lett. 1910. március 22-én beiktatták főispáni hivatalába, mely pozíciójában egészen 1917-ig maradt, ekkor saját kérésére a király felmentette hivatalából. Főispánsága alatt állították fel Szombathelyen a főreálgimnáziumot és leánykollégiumot is. Érdemei elismeréséül főispáni hivatalából való távozása után megkapta a Lipót-rend Lovagkeresztjét. Rövid betegeskedés után a fővárosban hunyt el, majd Bezeréden a családi kriptában helyezték örök nyugalomra.

### Házassága és leszármazottjai
1889. március 3-án Szombathelyen vette feleségül az ősrégi nemesi származású bezerédi Bezerédj Emma (Kiszsennye, 1865. március 2.–Kiszsennye, 1944. november 10.) kisasszonyt, akinek a szülei Bezerédj Elek (1823-1894), és Kiss Emma (1832–1879) voltak. Az apai nagyszülei Bezerédj György (1779–1863) jogász, alnádor, királyi tanácsos, a kőszegi kerületi tábla elnöke, földbirtokos és mezőszegedi Szegedy Antónia (1782–1842) voltak. Békássy István és Bezerédj Emma frigyéből hét gyermek ismert:
- Békássy Antónia (1889–1978); férje: görgői és toporczi Görgey József (1886–1947)
- Békássy Miklós (1891–1901)
- Békássy Ferenc (1893–1915) költő, irodalomtörténész, hősi halált halt az első világháborúban
- Békássy János (1894–1983); neje: Rosamund Wedgwood
- Békássy István (1896–1974) neves lótenyésztő; neje: mesterházi Mesterházy Aranka (1898–1981)
- Békássy Éva (1898–1997); 1. férje: gróf gönczruszkai Kornis Károly (1894–1955); 2. férje: Mike József; 3. férje: Gescher Norbert (1892–?)
- Békássy Klára (1901–1989); férje: hertelendi és vindornyalaki Hertelendy Gábor (1900–1979)